# Festival international du film des Hamptons
Le festival international du film des Hamptons (The Hamptons International Film Festival ou HIFF) est un festival de cinéma américain créé en 1992 et qui se déroule chaque année dans Les Hamptons (Long Island, État de New York).

## Historique
Le festival international du film des Hamptons (Long Island) a été créé il y a 21 ans pour fournir aux cinéastes indépendants du monde entier un lieu où ils peuvent se retrouver et s’exprimer. Il se tient habituellement pendant cinq jours à la mi-octobre de chaque année, dans les théâtres de Montauk à Southampton. Il attire environ 15 000 visiteurs par an. Cent films à peu près sont présentés provenant de vingt pays au moins.
Lors de ce festival, courts métrages, documentaires et récits sont récompensés.
En 2017, le prix du Audience Awards est accordé au film Mr. and Mrs Aldman.

## Programme
- Golden Starfish Awards
- Spotlights
- Focus
- World Cinema
- Shorts
- Signature Programs

## Prix décernés
- Golden Starfish Prizes :
  - Meilleur film (Narrative Feature Film Award)
  - Meilleur film documentaire (Documentary Feature Film Award)
  - Meilleur court métrage (Short Film Award)

- Audience Awards :
  - Meilleur film (Narrative Feature Film Award)
  - Meilleur film documentaire (Documentary Feature Film Award)
  - Meilleur court métrage (Short Film Award)

- Autres prix :
  - Alfred P. Sloan Feature Film Award
  - Conflict and Resolution Award